# Partit Liberal Italià
Partit Liberal Italià (italià Partito Liberale Italiano, PLI) va ser un partit polític italià de caràcter liberal. Va existir entre 1922 i 1994 i ha estat refundat l'any 1997. Va ser un partit minoritari però de gran ascendència intel·lectual.

## Història

### Constitució del PLI i governs d'unitat nacional
Com antecedent assenyalar la creació del PLI ja en l'any 1922 que aviat va ser prohibit. El PLI va ser recreat el 1943 i va participar activament en la resistència italiana i en els governs d'unitat nacional dirigits per Ivanoe Bonomi i Ferrucio Parri. En aquest període el PLI donarà dos presidents a la república: Enrico De Nicola i després Luigi Einaudi. A més cal assenyalar que en el referèndum sobre la manera de govern (república o monarquia) el PLI va defensar la monarquia, opció que seria derrotada.

### Escissió radical
Sota l'adreça de Giovanni Malagodi, el PLI va adoptar una dura oposició als partits de centreesquerra. Aquesta política va acabar amb el consens existent en el partit. Així, alguns dirigents joves ho van abandonar creant el Partit Radical en el 1955. La política de Malagodi va dur a l'oposició durant tots els anys seixanta al PLI. El partit es va convertir en una formació marginal dintre del panorama polític d'aquella època. En els anys setanta es va aguditzar la crisi. Per això Malagodi va dimitir en el 1972. Malgrat el canvi de lideratge, el 1976 el partit va tocar fons amb l'1,6% dels vots. Això va dur a la secreataria a Valerio Zanone que mantindria el càrrec durant més de nou anys.

### Pentapartitoi dissolució
En els anys 80 el PLI va formar part d'una coalició governant de cinc partits italians. En aquesta coalició s'incloïen els partits més importants menys el Partit Comunista Italià. Amb l'inici dels processaments per corrupció dels polítics italians, el PLI va veure reduït el seu nombre de simpatitzants. Així en el Congrés de 1994 el partit acorda la seva dissolució. Ja el 1993 havien començat a abandonar el partit destacats dirigents com Zanone.

### Diàspora liberal i refundació
Els exponents del PLI van confluir en cinc moviments o partits:
- Federazione dei Liberali Italiani, directe hereu del PLI, fundat en 1994 després de la dissolució d'aquest.
- Unione Liberaldemocratica, partit creat per Zanone creat el 1993 abans de la dissolució del mateix PLI. Finalment s'uní a la FLT.
- Unione di Centro, creada el 1993. Sempre molt propera a Forza Italia (FI), va acabar convertint-se en una associació liberal i els seus dirigents van entrar en FI.
- Alleanza Democratica, partit de centreesquerra creat en 1993 i que el 1998 va confluir en la Unione Democratica.
- Forza Italia. Amb l'entrada en la política de Silvio Berlusconi molts ex liberals li van seguir, entrant en el seu partit polític, recentment creat.

A més d'això cinc partits cal destacar la refundació del mateix PLI realitzada el 1997. Aquest nou PLI és proper a les posicions neoliberals i aquesta adherit a la Casa de les Llibertats, coalicción de centredreta. Això allunya al nou PLI dels dirigents històrics, en la seva majoria més propers a la coalicción de centreesquerra.

## Resultats electorals

### Parlament Italià
| Any  | Líder                                           | Vots                                            | %                                               | Diputats                                        | +/−                                             | Vots                                            | %                                               | Senadors                                        | +/-                                             |
| ---- | ----------------------------------------------- | ----------------------------------------------- | ----------------------------------------------- | ----------------------------------------------- | ----------------------------------------------- | ----------------------------------------------- | ----------------------------------------------- | ----------------------------------------------- | ----------------------------------------------- |
| 1919 | Giovanni Giolitti                               | 490,384 (5è)                                    | 8.6                                             | 41 / 508                                        | Nou                                             |                                                 |                                                 |                                                 |                                                 |
| 1921 | Luigi Facta                                     | 470,605 (5è)                                    | 7.1                                             | 43 / 535                                        | 3                                               |                                                 |                                                 |                                                 |                                                 |
| 1924 | Luigi Facta                                     | 233,521 (6è)                                    | 3.3                                             | 15 / 535                                        | 28                                              |                                                 |                                                 |                                                 |                                                 |
| 1929 | Prohibició del partit durant la Itàlia Feixista | Prohibició del partit durant la Itàlia Feixista | Prohibició del partit durant la Itàlia Feixista | Prohibició del partit durant la Itàlia Feixista | Prohibició del partit durant la Itàlia Feixista | Prohibició del partit durant la Itàlia Feixista | Prohibició del partit durant la Itàlia Feixista | Prohibició del partit durant la Itàlia Feixista | Prohibició del partit durant la Itàlia Feixista |
| 1934 | Prohibició del partit durant la Itàlia Feixista | Prohibició del partit durant la Itàlia Feixista | Prohibició del partit durant la Itàlia Feixista | Prohibició del partit durant la Itàlia Feixista | Prohibició del partit durant la Itàlia Feixista | Prohibició del partit durant la Itàlia Feixista | Prohibició del partit durant la Itàlia Feixista | Prohibició del partit durant la Itàlia Feixista | Prohibició del partit durant la Itàlia Feixista |
| 1946 | Benedetto Croce                                 | Dins la UDN                                     | Dins la UDN                                     | 31 / 535                                        | 31                                              |                                                 |                                                 |                                                 |                                                 |
| 1948 | Roberto Lucifero                                | Dins el Bloc Nacional                           | Dins el Bloc Nacional                           | 14 / 574                                        | 17                                              | Dins el Bloc Nacional                           | Dins el Bloc Nacional                           | 7 / 237                                         | 7                                               |
| 1953 | Bruno Villabruna                                | 815,929 (7è)                                    | 3.0                                             | 13 / 590                                        | 1                                               | 695,816 (7è)                                    | 2.9                                             | 3 / 237                                         | 5                                               |
| 1958 | Giovanni Malagodi                               | 1,047,081 (6è)                                  | 3.5                                             | 17 / 596                                        | 4                                               | 1,012,610 (6è)                                  | 3.9                                             | 4 / 246                                         | 1                                               |
| 1963 | Giovanni Malagodi                               | 2,144,270 (4t)                                  | 7.0                                             | 39 / 630                                        | 22                                              | 2,043,323 (4t)                                  | 7.4                                             | 18 / 315                                        | 14                                              |
| 1968 | Giovanni Malagodi                               | 1,850,650 (4t)                                  | 5.8                                             | 31 / 630                                        | 8                                               | 1,943,795 (4t)                                  | 6.8                                             | 16 / 315                                        | 2                                               |
| 1972 | Giovanni Malagodi                               | 1,300,439 (6è)                                  | 3.9                                             | 20 / 630                                        | 11                                              | 1,319,175 (6è)                                  | 4.4                                             | 8 / 315                                         | 8                                               |
| 1976 | Valerio Zanone                                  | 480,122 (8è)                                    | 1.3                                             | 5 / 630                                         | 15                                              | 438,265 (8è)                                    | 1.4                                             | 2 / 315                                         | 6                                               |
| 1979 | Valerio Zanone                                  | 712,646 (8è)                                    | 1.9                                             | 9 / 630                                         | 4                                               | 691,718 (8è)                                    | 2.2                                             | 2 / 315                                         | –                                               |
| 1983 | Valerio Zanone                                  | 1,066,980 (7è)                                  | 2.9                                             | 16 / 630                                        | 7                                               | 834,771 (7è)                                    | 2.7                                             | 6 / 315                                         | 4                                               |
| 1987 | Renato Altissimo                                | 809,946 (9è)                                    | 2.1                                             | 11 / 630                                        | 5                                               | 700,330 (9è)                                    | 2.2                                             | 3 / 315                                         | 3                                               |
| 1992 | Renato Altissimo                                | 1,121,264 (8è)                                  | 2.9                                             | 17 / 630                                        | 6                                               | 939,159 (8è)                                    | 2.8                                             | 4 / 315                                         | 1                                               |

### Parlament Europeu
| Any  | Líder            | Vots             | %                | Escons | +/− |
| ---- | ---------------- | ---------------- | ---------------- | ------ | --- |
| 1979 | Valerio Zanone   | 1,271,159 (7è)   | 3.6              | 3 / 81 | Nou |
| 1984 | Valerio Zanone   | Coalició PLI-PRI | Coalició PLI-PRI | 3 / 81 | =   |
| 1989 | Renato Altissimo | Coalició PLI-PRI | Coalició PLI-PRI | 0 / 81 | 3   |

### Eleccions regionals
| Any  | Líder             | Vots           | %   | Escons   | +/− |
| ---- | ----------------- | -------------- | --- | -------- | --- |
| 1970 | Giovanni Malagodi | 1,290,715 (6è) | 4.8 | 27 / 720 | Nou |
| 1975 | Valerio Zanone    | 749,821 (7è)   | 2.5 | 11 / 720 | 16  |
| 1980 | Valerio Zanone    | 816,418 (7è)   | 2.7 | 15 / 720 | 4   |
| 1985 | Valerio Zanone    | 702,273 (7è)   | 2.2 | 13 / 720 | 2   |
| 1990 | Renato Altissimo  | 630,242 (9è)   | 2.0 | 13 / 720 | =   |

## Secretaris generals
- Giovanni Cassandro (abril-juny 1944)
- Manlio Brosio (juny-desembre 1944)
- Leone Cattani (desembre 1944 - desembre 1945)
- Giovanni Cassandro (desembre 1945 - desembre 1947)
- Roberto Lucifero (desembre 1947 - octubre 1948)
- Bruno Villabruna (octubre 1948 - febrer 1954)
- Alessandro Leone di Tavagnasco (febrer-abril 1954)
- Giovanni Malagodi (abril 1954 - juliol 1972)
- Agostino Bignardi (juliol 1972 - febrer 1976)
- Valerio Zanone (febrer 1976 - juliol 1985)
- Alfredo Biondi (juliol 1985 - maig 1986)
- Renato Altissimo (maig 1986 - maig 1993)
- Raffaele Costa (maig 1993 - febrer 1994).

### 1997-...
- Stefano De Luca (juliol 1997 - maig 2014)
- Giancarlo Morandi (maig 2014-...).